# Despotiko
Despotiko (griechisch Δεσποτικό [ðɛspɔtiˈkɔ] (n. sg.)) ist eine unbewohnte kleine griechische Kykladeninsel in der Region Südliche Ägäis (Περιφέρεια Νότιου Αιγαίου). Verwaltungstechnisch zählt sie zur Gemeinde Andiparos.

## Geografie
Despotiko ist südwestlich von Andiparos gelegen, nur 1 km gegenüber der Siedlung Agii Giorgis und nahe den Inseln Tsimintiri und Strongyli. Die Insel hat schöne Sandstrände und ist von Andiparos aus mit dem Boot erreichbar. Als Ziel wird meist ein Sandstrand im Ostteil der Insel angelaufen.

## Geschichte

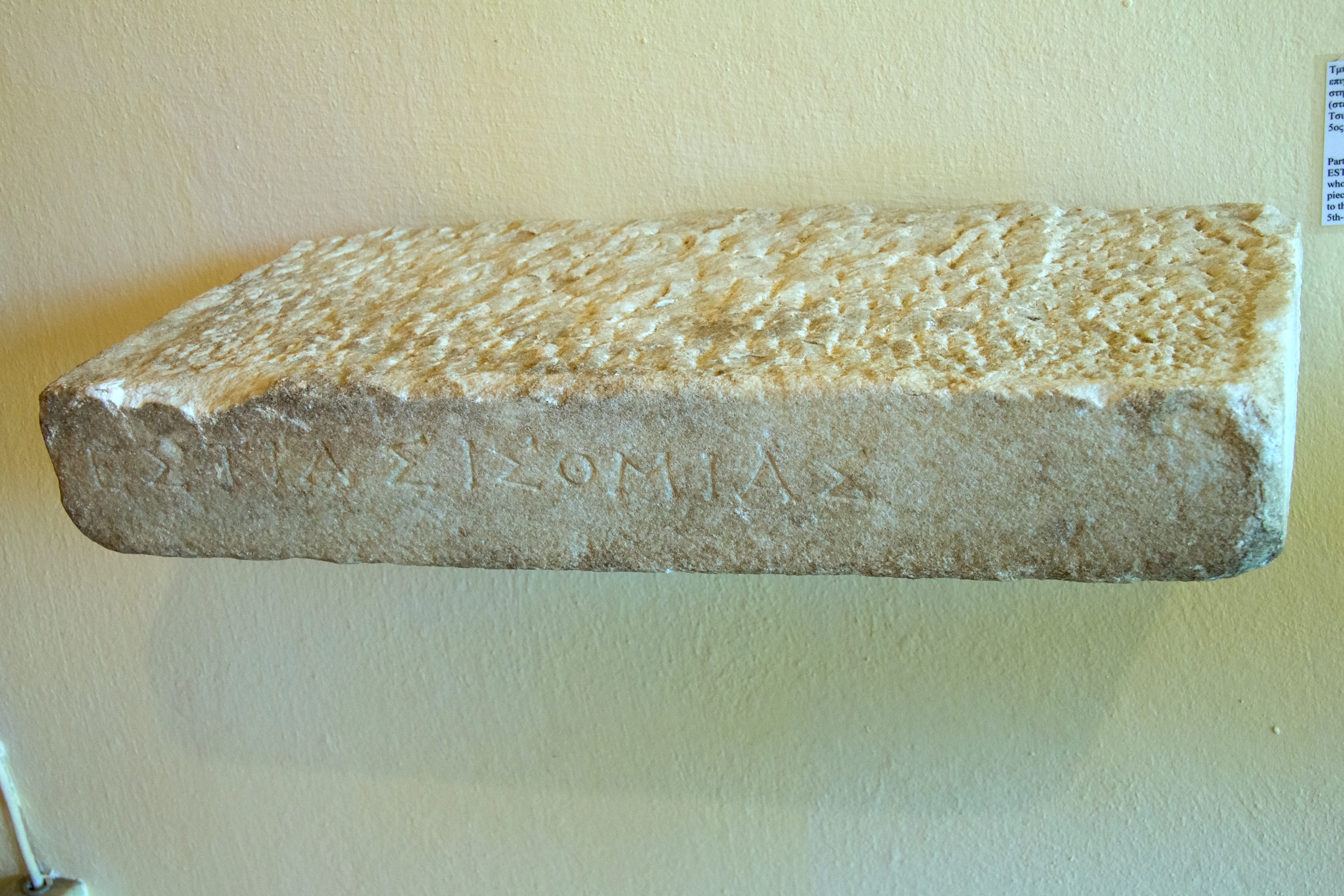
Marmorinschrift ΕΣΤΙΑΣ ΙΣΘΜΙΑΣ, Andeutung einer Landenge

Despotiko ist heute unbewohnt. Ausgrabungen haben jedoch Belege für eine Besiedlung seit der Bronzezeit erbracht. Bis mindestens in hellenistische Zeit war Despotiko und das Eiland Tsimintiri durch eine flache Landenge mit Andiparos verbunden. Unter ihrem antiken Namen Presepinthos ist die Insel in verschiedenen antiken Land- und Seekarten verzeichnet, auch in den Geographika von Strabon und der Naturalis historia von Plinius erwähnt. 1675 wurde die Insel von Piraten geplündert, die überlebenden Bewohner verließen danach die Insel.

## Archäologische Funde
Karl Gustav Fiedler erwähnte 1841 mächtige Marmorstücke in Meeresnähe im Nordosten der Insel und vermutete die Überreste eines antiken Heiligtums. Conrad Bursian bestätigte 1862 diese Beobachtungen. Auch James Theodore Bent berichtete 1885 von Fundamenten eines Tempels in Meeresnähe im Nordosten der Insel an der Stelle Mandra (Μάντρα) sowie von vorgeschichtlichen Gräbern auf der Insel.
Bei Livadi entdeckte Christos Tsountas 1897 drei räumlich voneinander getrennte Gräbergruppen der bronzezeitlichen Kykladenkultur mit etwa 18 teils mehrstöckigen Steinkistengräbern, öffnete bei Zoumbaria weitere 14 Gräber, und identifizierte die Überreste der vorgeschichtlichen Siedlung Chiromilos mit Befestigungsmauer. Durch Nikos Zapheiropoulos wurden 1959 bei Zoumbaria weitere 20 geöffnet. In unmittelbarer Nähe der Gräber entdeckte er Scherben und Reste einer Umfassungsmauer der zugehörigen Siedlung. Grabarchitektur und Inventar datieren von Frühkykladisch I bis zum Ende von Frühkykladisch II. Die Gräber enthielten mehr als 40 Violin- und 3 Kieselidole, Marmorgefäße und Obsidianklingen.
Die ersten archäologischen Untersuchungen auf dem Gelände von Mandra wurden 1959 unter der Leitung von Nikos Zapheiropoulos durchgeführt. Im Jahre 1997 begannen Ausgrabungen. Der Archäologe Giannos Kouragios und sein Team haben bedeutende archäologische Funde ans Tageslicht gebracht. Drei archaische Kouros-Teile wurden während der Ausgrabungen auf Despotiko in einem gut erhaltenen Zustand ausgegraben. Es handelt sich um zwei Körper und einen Kopf aus dem Jahr 560 v. Chr. Die Kouroi wurden in einem Apollon gewidmeten Heiligtum gefunden.
Die Ausgrabungen werden langsam und sorgfältig fortgeführt, da noch zahlreiche verborgene Schätze auf der Insel vermutet werden.
Despotiko wurde zu einer archäologischen Stätte erklärt. Von der Archäologischen Kommission wurde vorgeschlagen, die ganze Insel zu einem „archäologischen Park“, einem Freilicht-Museum, zu erklären.

## Naturschutz
Aufgrund des typischen Pflanzenvorkommens der Kykladen mit Steineichen, Phönizischem Wacholder und Ginster wurde Despotiko zusammen mit der Nachbarinsel Strongyli als Natura 2000 Gebiet GR 4220017 Islands Despotiko and Strongylo (Νησί Δεσποτικό και Στρογγυλό και Θαλάσσια Ζώνη) ausgewiesen.